# Katri Ingman-Palola
Katri Ingman-Palola, född 17 maj 1895 i Fredrikshamn, död 3 februari 1971 i Helsingfors, var en finländsk författare.
Ingman, som var dotter till prosten Odert Julius Ingman och Hilma Amalia Sivenius, blev student 1913 och avlade lägre förvaltningsexamen 1916. Hon var bankanställd 1916–1919, extra notarie vid statsrådet 1919–1929, kassör vid Civilstyrelsens änke- och pupillkassa 1930–1945 och byråchef vid Suomen Kirjailijaliitto 1953–1963. Hon tilldelades Pro Finlandia-medaljen 1967. Hon ingick 1937 äktenskap med redaktör Eino Palola (död 1951).